# Willy Taelman
Pour les articles homonymes, voir Taelman.
Willy Alfons Taelman est un homme politique belge (membre du PVV), né à Bouwel le 3 mai 1937 et mort le 20 mars 2005 à Bouwel.
Il fut instituteur et fonctionnaire.
Il fut bourgmestre de Bouwel, échevin et bourgmestre de Grobbendonk après la fusion des communes, conseiller provincial de la province d'Anvers, membre de la chambre des Représentants.